# Mexico op de Olympische Zomerspelen 1960
Mexico nam deel aan de Olympische Zomerspelen 1960 in Rome, Italië. In tegenstelling tot vier jaar eerder werd geen goud gehaald.

## Medailleoverzicht
| Sport          | Olympiër     | Onderdeel    | Medaille |
| -------------- | ------------ | ------------ | -------- |
| Schoonspringen | Juan Botella | 3m plank (m) | Brons    |

## Deelnemers en resultaten
(m) = mannen, (v) = vrouwen 

### Atletiek
| Olympiër                                                  | Discipline             | Resultaat | Prestatie                                       |
| --------------------------------------------------------- | ---------------------- | --------- | ----------------------------------------------- |
| Santiago Plaza                                            | 100m (m)               | 24e       | serie 6: 3de in 10,8 kwartfinale 3: 7de in 10,8 |
| Santiago Plaza                                            | 200m (m)               | 38e       | serie 4: 4de in 22,0                            |
| Jorge Terán                                               | 400m (m)               | 44e       | serie 4: 6de in 49,6                            |
| Alfredo Tinoco                                            | 3000m steeplechase (m) | 32e       | serie 2: 10de in 9.38,0                         |
| Rodolfo Mijares Santiago Plaza Roberto Procel Jorge Terán | 4x100m (m)             | DNS       | niet gestart                                    |
| Roberto Procel                                            | verspringen (m)        | 24e       | kwalificatie groep B: 9de met 7,23m             |
| Rodolfo Mijares                                           | tienkamp (m)           | 21e       | 5413 punten                                     |
|                                                           |                        |           |                                                 |
| Sebastiana Alvarado                                       | 800m (v)               | DNS       | serie 4: niet gestart                           |

### Basketbal
| Olympiër | Discipline | Resultaat | Prestatie |
| --- | ---------- | --------- | --- |
| Alberto Almanza Armando Herrera Carlos Quintanar César Herrera Eulalio Ávila Guillermo Torres Guillermo Wagner Héctor Aizpuro Ignacio Chavira José María Lozano Gayle Bluth Urbano Zea | mannen     | 12e       | voorronde groep C: 3de V van Sovjet-Unie: 49-66 W van Puerto Rico: 68-64 V van Brazilië: 72-80 9-16de plek: 2de W van Spanje: 80-66 W van Japan: 76-57 V van Frankrijk: 62-91 9-12de plek: 4de W van Hongarije: 69-57 V van Filipijnen: 64-65 |

| Voorronde Groep C |             |             |             |             |        |        |        |        |
| #                 | Land        | Wedstrijden | Wedstrijden | Wedstrijden | Punten | Punten | Punten | Punten |
| #                 | Land        | G           | W           | V           | V      | T      | Saldo  | Punten |
| 1                 | Brazilië    | 3           | 3           | 0           | 213    | 198    | +15    | 6      |
| 2                 | Sovjet-Unie | 3           | 2           | 1           | 220    | 170    | +50    | 5      |
| 3                 | Mexico      | 3           | 1           | 2           | 189    | 210    | -21    | 4      |
| 4                 | Puerto Rico | 3           | 0           | 3           | 199    | 243    | -44    | 3      |

| Ronde       | Datum | Plaats      | Land  | Score       | Land |
| ----------- | ----- | ----------- | ----- | ----------- | ---- |
| Groepsfase  |       |             |       |             |      |
| 26 augustus | Rome  | Sovjet-Unie | 66-49 | Mexico      |      |
| 27 augustus | Rome  | Mexico      | 68-64 | Puerto Rico |      |
| 29 augustus | Rome  | Brazilië    | 80-72 | Mexico      |      |

| Groep 9-16de plek |           |             |             |             |        |        |        |        |
|                   | Land      | Wedstrijden | Wedstrijden | Wedstrijden | Punten | Punten | Punten | Punten |
| G                 | Land      | W           | V           | V           | T      | Saldo  |        | Punten |
| 1                 | Frankrijk | 3           | 3           | 0           | 270    | 173    | +97    | 6      |
| 2                 | Mexico    | 3           | 2           | 1           | 218    | 214    | +4     | 5      |
| 3                 | Spanje    | 3           | 1           | 2           | 180    | 222    | -42    | 4      |
| 4                 | Japan     | 3           | 0           | 3           | 184    | 243    | -59    | 3      |

| Ronde       | Datum | Plaats    | Land  | Score  | Land |
| ----------- | ----- | --------- | ----- | ------ | ---- |
| Groepsfase  |       |           |       |        |      |
| 1 september | Rome  | Spanje    | 66-80 | Mexico |      |
| 2 september | Rome  | Japan     | 57-76 | Mexico |      |
| 3 september | Rome  | Frankrijk | 91-62 | Mexico |      |

| Groep 9-12de plek |            |             |             |             |        |        |        |        |
|                   | Land       | Wedstrijden | Wedstrijden | Wedstrijden | Punten | Punten | Punten | Punten |
| G                 | Land       | W           | V           | V           | T      | Saldo  |        | Punten |
| 1                 | Hongarije  | 3           | 2           | 1           | 212    | 209    | +3     | 5      |
| 2                 | Frankrijk  | 3           | 2           | 1           | 283    | 211    | +72    | 5      |
| 3                 | Filipijnen | 3           | 1           | 2           | 210    | 267    | -57    | 4      |
| 4                 | Mexico     | 3           | 1           | 2           | 195    | 213    | -18    | 4      |

| Ronde        | Datum | Plaats     | Land  | Score  | Land |
| ------------ | ----- | ---------- | ----- | ------ | ---- |
| Groepsfase   |       |            |       |        |      |
| 8 september  | Rome  | Hongarije  | 57-69 | Mexico |      |
| 10 september | Rome  | Filipijnen | 65-64 | Mexico |      |

### Boksen
| Olympiër            | Discipline  | Resultaat | Prestatie                                                            |
| ------------------- | ----------- | --------- | -------------------------------------------------------------------- |
| Vicente Saldívar    | -57kg (m)   | 17e       | 1ste ronde: V van SUI Chervet: 2-3                                   |
| Adalberto Hernández | -60kg (m)   | 9e        | 1ste ronde: W van PAK Sarwar: 4-1 2de ronde: V van RAU Shokweir: 2-3 |
| Rogelio Reyes       | -63,5kg (m) | 17e       | 1ste ronde: V van ARG Aranda: 1-4                                    |

### Gewichtheffen
| Olympiër     | Discipline | Resultaat | Prestatie                                                                               |
| ------------ | ---------- | --------- | --------------------------------------------------------------------------------------- |
| Mauro Alanís | -60kg (m)  | 15e       | drukken: 23ste met 85kg trekken: 17de met 90kg stoten: 13de met 122,5kg totaal: 297,5kg |

### Moderne vijfkamp
| Olympiër                                  | Discipline      | Resultaat | Prestatie    |
| ----------------------------------------- | --------------- | --------- | ------------ |
| Antonio Almada                            | individueel (m) | 17e       | 4566 punten  |
| Sergio Escobedo                           | individueel (m) | 22e       | 4462 punten  |
| José Pérez                                | individueel (m) | 43e       | 3874 punten  |
| Antonio Almada Sergio Escobedo José Pérez | team (m)        | 8e        | 12845 punten |

### Roeien
| Olympiër                         | Discipline      | Resultaat | Prestatie                                                                            |
| -------------------------------- | --------------- | --------- | ------------------------------------------------------------------------------------ |
| Arcadio Padilla Roberto Retolaza | twee-zonder (m) | 9e        | serie 1: 3de in 7.25,63 herkansingen: 1ste in 7.21,46 halve finale 1: 4de in 7.45,55 |

### Schermen
| Olympiër                                                            | Discipline     | Resultaat | Prestatie |
| ------------------------------------------------------------------- | -------------- | --------- | --- |
| Antonio Almada                                                      | degen (m)      | 37e       | 1ste ronde groep L: 4de met 3 overwinningen                                                                                      |
| Benito Ramos                                                        | degen (m)      | 49e       | 1ste ronde groep D: 5de met 1 overwinning                                                                                        |
| Ángel Roldán                                                        | degen (m)      | 49e       | 1ste ronde groep I: 5de met 1 overwinning                                                                                        |
| Benito Ramos Ángel Roldán Antonio Almada Sergio Escobedo José Pérez | degen team (m) | 15e       | 1ste ronde groep B: 3de met 0 overwinningen                                                                                      |
| Raúl Cicero                                                         | floret (m)     | 31e       | 1ste ronde groep K: 3de met 3 overwinningen 2de ronde groep C: 6de met 0 overwinningen                                           |
| William Fajardo                                                     | floret (m)     | 49e       | 1ste ronde groep F: 5de met 1 overwinning                                                                                        |
| William Fajardo                                                     | sabel (m)      | 49e       | 1ste ronde groep E: 5de met 2 overwinningen                                                                                      |
| Benito Ramos                                                        | sabel (m)      | 37e       | 1ste ronde groep D: 4de met 2 overwinningen 2de ronde groep C: 6de met 0 overwinningen                                           |
|                                                                     |                |           | |
| Pilar Roldán                                                        | floret (v)     | 7e        | 1ste ronde groep E: 3de met 1 overwinning kwartfinale: 2de met 4 overwinningen halve finale: 2de met 4 overwinningen finale: 7de |

### Schietsport
| Olympiër                | Discipline              | Resultaat | Prestatie                                                                                                 |
| ----------------------- | ----------------------- | --------- | --- |
| Paulino Díaz            | 50m geweer liggend (m)  | 45e       | kwalificatie groep 2: 27ste met 380 punten (95-92-96-97) finale: 45ste met 570 punten (89-93-99-98-95-96) |
| Ernesto Montemayor, Jr. | 50m geweer liggend (m)  | 64e       | kwalificatie groep 1: 33ste met 377 punten (94-93-94-96)                                                  |
| Raúl Ibarra             | 50m pistool (m)         | 38e       | kwalificatie groep 1: 25ste met 334 punten (77-85-85-87) finale: 38ste met 522 punten (85-87-88-88-89-85) |
| Ignacio Mendoza         | 50m pistool (m)         | 41e       | kwalificatie groep 2: 21ste met 340 punten (80-89-81-90) finale: 41ste met 520 punten (89-82-88-88-88-85) |
| Héctor Elizondo         | 25m snelvuurpistool (m) | 28e       | 570 punten: (279-291)                                                                                     |
| Luis Jiménez            | 25m snelvuurpistool (m) | 19e       | 576 punten: (286-290)                                                                                     |

### Schoonspringen
| Olympiër            | Discipline    | Resultaat | Prestatie                                                                                         |
| ------------------- | ------------- | --------- | ------------------------------------------------------------------------------------------------- |
| Juan Botella        | 3m plank (m)  | Brons     | voorronde: 3de met 60,66 punten halve finale: 3de met 106,96 punten finale: 3de met 162,30 punten |
| Alvaro Gaxiola      | 3m plank (m)  | 4e        | voorronde: 6de met 54,89 punten halve finale: 6de met 94,67 punten finale: 4de met 150,42 punten  |
| Alvaro Gaxiola      | 10m toren (m) | 20e       | voorronde: 20ste met 49,30 punten                                                                 |
| Roberto Madrigal    | 10m toren (m) | 4e        | voorronde: 10de met 52,03 punten halve finale: 6de met 95,88 punten finale: 4de met 152,86 punten |
|                     |               |           |                                                                                                   |
| Maria Teresa Adames | 3m plank (v)  | 17e       | voorronde: 17de met 42,00 punten                                                                  |
| Maria Teresa Adames | 10m toren (v) | 13e       | voorronde: 13de met 49,54 punten                                                                  |

### Turnen
| Olympiër       | Discipline               | Resultaat | Prestatie    |
| -------------- | ------------------------ | --------- | ------------ |
| Armando Valles | individuele meerkamp (m) | 118e      | 92,05 punten |

### Wielersport
| Olympiër                                                | Discipline               | Resultaat | Prestatie                                                                                 |
| Baan                                                    | Baan                     | Baan      | Baan                                                                                      |
| ------------------------------------------------------- | ------------------------ | --------- | ----------------------------------------------------------------------------------------- |
| Cenobio Ruiz                                            | sprint (m)               | 17e       | serie 6: 3de 1ste ronde herkansingen: W van IRL McKay 1ste ronde herkansingen finale: 3de |
| Luis Muciño                                             | sprint (m)               | 19e       | serie 8: 2de 1ste ronde herkansingen: W van PAK Ashiq 1ste ronde herkansingen finale: 3de |
| Mauricio Mata                                           | tijdrit (m)              | 15e       | 1.11,61                                                                                   |
| Luis Muciño José Luis Tellez                            | tandem (m)               | 9e        | 1ste ronde: V van GBR Handley/Thompson herkansingen: V van AUS Browne/Smith               |
| Mauricio Mata Javier Taboada Jacinto Brito Miguel Pérez | ploegenachtervolging (m) | 19e       | kwalificatie: 19de in 4.52,55                                                             |
| Weg                                                     |                          |           |                                                                                           |
| Jacinto Brito                                           | wegwedstrijd (m)         | 68e       | 4:31.12                                                                                   |
| Mauricio Mata                                           | wegwedstrijd (m)         | DNF       | niet gefinisht                                                                            |
| Filiberto Mercado                                       | wegwedstrijd (m)         | DNF       | niet gefinisht                                                                            |
| Luis Zárate                                             | wegwedstrijd (m)         | 61e       | 4:31.12                                                                                   |
| Armando Martínez Filiberto Mercado Luis Zárate          | ploegentijdrit (m)       | 24e       | 2:31.39,24                                                                                |

### Worstelen
| Olympiër        | Discipline  | Resultaat   | Prestatie                                                                             |
| Vrije stijl     | Vrije stijl | Vrije stijl | Vrije stijl                                                                           |
| --------------- | ----------- | ----------- | ------------------------------------------------------------------------------------- |
| Mauro Alanís    | -52kg (m)   | 12e         | 1ste ronde: V van POL Kropp 2de ronde: W van AFG Khakshar 3de ronde: V van USA Simons |
| Roberto Vallejo | -62kg (m)   | 12e         | 1ste ronde: G van IRQ Kasim 2de ronde: W van AFG Kederi 3de ronde: V van JPN Sato     |
| Mario Tovar     | -67kg (m)   | 12e         | 1ste ronde: V van RSA Ries Jr. 2de ronde: W van VEN Duran 3de ronde: V van KOR Bong   |
| Juan Flores     | -73kg (m)   | 19e         | 1ste ronde: V van ITA De Vescovi 2de ronde: V van RSA de Villiers                     |

### Zeilen
| Olympiër                           | Discipline | Resultaat | Prestatie                           |
| ---------------------------------- | ---------- | --------- | ----------------------------------- |
| Carlos Braniff Mauricio de la Lama | star       | 16e       | 1885 punten: (19-17-19-22-17-12-13) |

### Zwemmen
| Olympiër                                                         | Discipline            | Resultaat | Prestatie                                            |
| ---------------------------------------------------------------- | --------------------- | --------- | ---------------------------------------------------- |
| Jorge Escalante                                                  | 100m vrije slag (m)   | 24e       | serie 3: 3de in 57,6 halve finale 2: 8ste in 59,0    |
| Raúl Guzmán                                                      | 400m vrije slag (m)   | 26e       | serie 3: 6de in 4.42,4                               |
| Mauricio Ocampo                                                  | 400m vrije slag (m)   | 13e       | serie 6: 2de in 4.35,3                               |
| Raúl Guzmán                                                      | 1500m vrije slag (m)  | 21e       | serie 1: 5de in 19.11,1                              |
| Mauricio Ocampo                                                  | 1500m vrije slag (m)  | 13e       | serie 4: 5de in 18.29,0                              |
| Alejandro Gaxiola                                                | 100m rugslag (m)      | 20e       | serie 3: 5de in 1.05,9                               |
| Enrique Rabell                                                   | 100m rugslag (m)      | 29e       | serie 5: 6de in 1.08,0                               |
| Eulalio Ríos Alemán                                              | 200m vlinderslag (m)  | 10e       | serie 2: 3de in 2.22,7 halve finale 1: 4de in 2.24,2 |
| Raúl Guzmán Alfredo Guzmán Jorge Escalante Mauricio Ocampo       | 4x200m vrije slag (m) | 14e       | serie 2: 8ste in 8.50,4                              |
| Alejandro Gaxiola Enrique Rabell Mauricio Ocampo Jorge Escalante | 4x100m wisselslag (m) | 12e       | serie 1: 4de in 4.23,1                               |
|                                                                  |                       |           |                                                      |
| Blanca Barrón                                                    | 100m vrije slag (v)   | 26e       | serie 1: 6de in 1.07,9                               |
| Maria Luisa Souza                                                | 100m vrije slag (v)   | 28e       | serie 5: 6de in 1.08,4                               |
| Blanca Barrón                                                    | 400m vrije slag (v)   | 21e       | serie 3: 7de in 5.26,4                               |
| Maria Luisa Souza                                                | 400m vrije slag (v)   | 18e       | serie 2: 6de in 5.21,3                               |
| Silvia Belmar                                                    | 100m vlinderslag (v)  | 17e       | serie 1: 5de in 1.16,5                               |
| Eulalia Martínez                                                 | 100m vlinderslag (v)  | 19e       | serie 3: 5de in 1.17,9                               |
| Eulalia Martínez Silvia Belmar Blanca Barrón María Luisa Souza   | 4x100m vrije slag (v) | 11e       | serie 1: 6de in 4.43,1                               |

Afghanistan · Argentinië · Australië · Bahama's · België · Bermuda · Birma · Brazilië · Brits-Guiana · Bulgarije · Canada · Ceylon · Chili · Colombia · Cuba · Denemarken · Duits eenheidsteam · Ethiopië · Fiji · Filipijnen · Finland · Frankrijk · Ghana · Griekenland · Groot-Brittannië · Haïti · Hongarije · Hongkong · Ierland · IJsland · India · Indonesië · Irak · Iran · Israël · Italië · Japan · Joegoslavië · Kenia · Libanon · Liberia · Liechtenstein · Luxemburg · Malakka · Malta · Marokko · Mexico · Monaco · Nederland · Nederlandse Antillen · Nieuw-Zeeland · Nigeria · Noorwegen · Oeganda · Oostenrijk · Pakistan · Panama · Peru · Polen · Portugal · Puerto Rico · Roemenië · San Marino · Singapore · Soedan · Sovjet-Unie · Spanje · Suriname · Taiwan · Thailand · Tsjecho-Slowakije · Tunesië · Turkije · Uruguay · Venezuela · Verenigde Arabische Republiek · Verenigde Staten · Vietnam · West-Indische Federatie · Zuid-Afrika · Zuid-Korea · Zuid-Rhodesië · Zweden · Zwitserland